# Lotzwil
Lotzwil (berndeutsch Lotzu oder Lotzbu) ist eine politische Gemeinde im Verwaltungskreis Oberaargau des Kantons Bern in der Schweiz.

## Geographie

Luftbild (1970)

Lotzwil liegt im bernischen Oberaargau, eingebettet im Tal des im Napfgebiet entspringenden Flusses Langete, 2,5 Kilometer südlich von der Oberaargauer Metropole Langenthal (Hauptort des Oberaargaus mit 15'000 Einwohnern), je 40 Kilometer von Basel, Bern und Luzern entfernt, auf 504 Metern über Meer.
Die Gemeinde gehört zum Oberaargau Ost und breitet sich über eine Fläche von 6,22 km² aus. Sie weist eine wachsende Bevölkerungszahl von zurzeit rund 2'700 Einwohnern auf.
Anrainergemeinden sind: Langenthal, Busswil, Madiswil, Rütschelen und Bleienbach.
Rund 66 % der erwerbstätigen Bevölkerung (mehr als anlässlich der Volkszählung 1980) verdient ihr Auskommen ausserhalb der Wohnsitzgemeinde. Gemeindepräsidentin ist Elsbeth Steiner (Stand 1. Januar 2020).

## Bevölkerung
| Jahr      | 1764 | 1850 | 1880 | 1900 | 1930 | 1950 | 1960 | 1970 | 1980 | 1990 | 2000 | 2015 |
| Einwohner | 500  | 1127 | 1280 | 1328 | 1799 | 2121 | 2199 | 2323 | 2107 | 2282 | 2334 | 2545 |

## Verkehr
Die Gemeinde liegt an der Bahnlinie Langenthal–Huttwil–Wolhusen–Luzern und wird durch die S-Bahn Luzern mit den Linien S6 + S7 bedient. Da die Autobahnanschlüsse Kriegstetten, Kirchberg BE, Wangen an der Aare, Niederbipp und Reiden nicht allzu weit entfernt sind, ist die Hauptstrasse oft gut befahren. Seit dem Fahrplanwechsel am 13. Dezember 2009 fährt zudem die Linie 64 des Langenthaler Stadtbusses der Aare Seeland mobil (vorher Linie 14) bis nach Lotzwil, Unterdorf. Für Velos und Mofas gibt es markierte und teilweise getrennte Radwege.

## Freizeitangebot, Sehenswürdigkeiten
In Lotzwil befindet sich ein Teil der als Wässermatten bekannten Kulturlandschaften, die im Bundesinventar der Landschaften und Naturdenkmäler von nationaler Bedeutung (BLN-Objekt 1312) aufgenommen sind. Sie stellen ein landschaftlich schönes Wandergebiet zwischen Lotzwil und Langenthal dar.
Ein Ökopfad führt vom Gemeindehaus via Bahnhof – Rütschelenstrasse – Mattenhof bis zum Einlaufbauwerk der Langete an der Gemeindegrenze Lotzwil/Madiswil. Er ist ein Lehrpfad, der über die Auseinandersetzung zwischen Mensch und natürlicher Umwelt Informationen geben und zum Nachdenken anregen will.
Das regionale Radwandernetz führt über die Kreuzfeldstrasse zum Bahnhof Lotzwil und weiter via Mühlesilo – Alleeweg – Badmattstrasse (bis zum dortigen Bahnübergang) und weiter über den Radweg nach Madiswil.
Auf der Ebene Richtung Bleienbach liegt die schweizweit bekannte Windhundrennbahn von Lotzwil.
Der Spiel- und Begegnungsplatz liegt westlich des Gemeindehauses am Radweg Langenthal – Madiswil. Daneben besteht der Schweizer-Familien-Grillplatz «Chleiholz» in der Waldlichtung bei der Zufahrt zur Windhunderennbahn auf der Ebene zwischen Lotzwil und Bleienbach.
Sehenswert sind die unter Schutz stehenden Gebäude wie Kirche, Pfarrhaus, das alte Schulhaus an der Langenthalstrasse, das Ofehüsi und das «Ingoldstöckli» an der Huttwilstrasse 3.

## Partnergemeinden
- Větřní, Tschechien

## Persönlichkeiten
- Hans Affentranger (1916–2005), Autorennfahrer
- Margrit Hahnloser-Ingold (* 1940), Kunsthistorikerin